# Resistencia Nacional
Resistencia Nacional (RN) fue una organización político-militar de El Salvador fundada en 1975. El nombre es una inspiración de los movimientos de resistencia que se formaron a raíz de la invasión nazi a países europeos antes de la Segunda Guerra Mundial.
Su ala armada fundada (las Fuerzas Armadas de la Resistencia Nacional) el 1 de mayo de 1980, fue uno de los cinco grupos armados de izquierda que conformaron el Frente Farabundo Martí para la Liberación Nacional (FMLN). Ernesto Jovel fue su primer secretario general. Otros miembros fundadores de la RN incluyeron a Eduardo Sancho Castañeda (también conocido como Fermán Cienfuegos), Lil Milagro Ramírez, Julia Rodríguez y Arsenio.

## Inicios
El origen de RN está en El grupo, una pequeña organización armada formada por jóvenes universitarios como Lil Milagro Ramírez y Eduardo Sancho Castañeda (Fermán Cienfuegos). El principal objetivo era impulsar la organización a las masas e impulso a la lucha armada como vía para toma el poder.

### Escisión del ERP
Esta organización tiene raíz en el Ejército Revolucionario del Pueblo (ERP) fundado en 1972, grupo al que se incorporó el poeta Roque Dalton. El 10 de mayo de 1975, Dalton y Armando Arteaga fueron fusilados por sus propios compañeros de armas del ERP, acusados de "desviaciones ideológicas". A raíz de estos asesinatos, una importante facción del ERP escindió nombrándose como Resistencia Nacional, y el 1 de mayo de 1980, creó su ala armada nombrada Fuerzas Armadas de la Resistencia Nacional (RN-FARN)

## Fundación
Tras este evento, algunos de los miembros originales, desligándose del hecho criminal, abandonaron el ERP, y fundaron "Resistencia Nacional". Entre ellos estaban Lil Milagro Ramírez, Ernesto Jovel, Roberto Cañas y Eduardo Sancho. El brazo armado de la RN consistía en las "Fuerzas Armadas de la Resistencia Nacional" (FARN), y el frente de masas fue el "Frente de Acción Popular Unificada" (FAPU), que agrupaba a organizaciones populares como sindicatos y asociaciones campesinas cercanas a la RN.

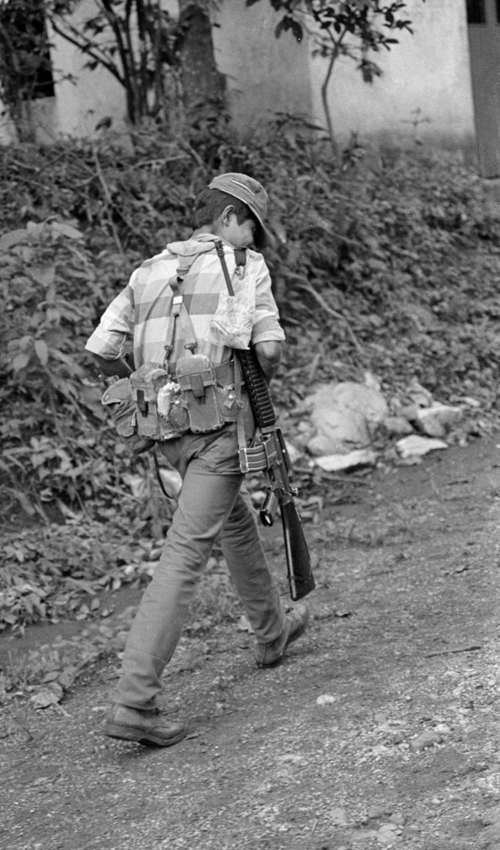
Imagen del RN-FARN en Morazán

Uno de sus primeros golpes mediáticos fue el 24 de noviembre de 1978, miembros de la Resistencia Nacional secuestraron al gerente general de Philipps en El Salvador

### Tesis ideológica
La RN, a diferencia de las otras organizaciones, sostuvo que la oligarquía salvadoreña junto al estamento militar, dominado por una camarilla de militares asociados al Capital y sectores intervencionistas de los Estados Unidos, sumían al país en una escalada fascista que buscaba oprimir y acabar con cualquier representación popular que exigiera cambios y mejoras a las condiciones sociales, económicas y políticas que las mayorías enfrentaban y que continúan en la actualidad. El principal órgano de difusión de las RN fue Chiltic Amat, cuya publicación fue constante durante la guerra civil.

### Dirección
Ernesto Jovel fue el primer secretario general de la organización y después de su muerte (en una avioneta junto a Augusto Cotto García en septiembre de 1980), Eduardo Sancho Castañeda, asumió la dirección de la Resistencia Nacional.

## Bastión en la guerra civil
Durante la guerra la Resistencia Nacional concentró sus columnas guerrilleras en el cerro Guazapa, en Cabañas, en la capital y en la zona oriental de El Salvador como parte del Frente Oriental "Francisco Sánchez" del FMLN. El RN-FARN también actuó en los departamentos de San Miguel, Sonsonate y San Vicente y el departamento de Morazán, así como comandos guerrilleros en la ciudad de San Salvador como fuerzas urbanas clandestinas compuestas principalmente por estudiantes universitarios.

## Desmovilización
En 1992 tras la firma de los Acuerdos de Paz de Chapultepec, la RN desmovilizó sus fuerzas armadas y participó en las elecciones presidenciales de 1994 como parte del FMLN, que se había convertido en un partido político legal.  Incluso desde antes de la firma de los acuerdos, el FARN tuvo como objetivo terminar el conflicto de manera pacífica y dirigir la lucha a la política.
Luego de las elecciones, la dirección del ERP y la RN, anunció que adoptarían una ideología socialdemócrata y parte de su militancia se separó del FMLN para formar conjuntamente, un nuevo partido político denominado Partido Demócrata (PD) que desapareció en 1997. El resto, se mantuvo una parte dentro del FMLN y otra dentro del movimiento y la lucha social organizada.